# René Goscinny
René Goscinny (París, 14 de agosto de 1926-París, 5 de noviembre de 1977) fue un guionista y editor de historietas francés, en la tradición de la historieta franco-belga. Goscinny es uno de los autores franceses de mayor éxito mundial, con más de 500 millones de libros vendidos, traducidos a más de treinta idiomas. Goscinny se crio principalmente en Buenos Aires, Argentina, donde asistió a escuelas francesas, además de vivir en Estados Unidos durante un breve periodo de tiempo. Allí conoció al dibujante belga Morris. Tras su regreso a Francia, colaboraron durante más de 20 años en la serie de cómics Lucky Luke (en lo que se consideró la época dorada de la serie).
Fue cofundador y director de la revista semanal Pilote y ganó fama como guionista de varias historietas, trabajando con destacados dibujantes de Bélgica y Francia. Su creación de mayor éxito fueron las aventuras de Astérix el Galo, junto al dibujante Albert Uderzo (1927-2020) en Pilote (1959). Otros destacados trabajos suyos son las series Lucky Luke, El pequeño Nicolás y el Gran Visir Iznogud.

## Biografía

### Juventud argentina
René Goscinny nació en el seno de una familia polaca de orígenes judíos. Era hijo de Stanisław Gościnny, un ingeniero químico de Varsovia, y de Anna Bereśniak-Gościnna, de Khodorkow, actualmente en territorio de Ucrania. Sus padres se conocieron en París y se casaron en 1919. Claude, hermano mayor de René, nació en 1920. Cuando René tenía dos años, Stanisław consiguió trabajo como ingeniero químico en Buenos Aires, y la familia se mudó a Argentina. Esta mudanza los salvaría de correr la misma suerte que sus familiares que permanecieron en Europa, y que fueron exterminados años después durante la Segunda Guerra Mundial. Establecidos en Buenos Aires (calle Sargento Cabral 875), René Goscinny tuvo una infancia tranquila. Estudió en el Colegio Francés de la ciudad, de la calle Pampa 1800, cuyos directores eran el señor y la señora Crespin. Algunos personajes del "Petit Nicolás" están inspirados en sus épocas de colegial. El personaje llamado "le bouillon" está inspirado en el jefe de preceptores M. Lhande. Pasaba cortas temporadas en Uruguay, Venezuela y Brasil, y las vacaciones en Francia.

### Entre dos continentes

#### Buenos Aires
En diciembre de 1943, a los 17 años, René Goscinny recibió su diploma de bachiller. Una semana después, Stanisław Goscinny murió a consecuencia de una hemorragia cerebral. René comenzó entonces a buscar trabajo. Lo obtuvo como ayudante contable en una empresa reparadora de neumáticos. El trabajo en esa empresa no le entusiasmaba. Además, los momentos en los que abría el correo que llegaba a la oficina quedarían grabados en sus recuerdos, pues muchas de las cartas de clientes comenzaban acusándolos de asesinos, por la baja calidad de las reparaciones hechas. Poco después, renunció para ser dibujante en una agencia de publicidad argentina, y publicó unas ilustraciones en los boletines internos del Liceo Francés, Notre Voix y Quartier Latin ("Nuestra voz" y "Barrio latino", respectivamente).

#### Nueva York y París
En octubre de 1945 emigró junto con su madre a Nueva York, en busca de Boris, su tío materno. En Manhattan, Goscinny encontró empleo como traductor en una empresa de importación y exportación. Al año siguiente regresó a Francia, rehuyendo al servicio militar de los Estados Unidos. En Francia, se unió al ejército en Aubagne, en el 141° Batallón de Infantería Alpina, donde acabó siendo el ilustrador oficial del regimiento, para el que realizó carteles y otras ilustraciones.
Después, aún en Francia, Goscinny ilustró La fille aux yeux d'or (La niña de ojos dorados), para la publicación de la novela de Balzac en el libro Clásicos del siglo XIX. El 30 de abril de 1947 volvió a Nueva York, donde atravesó la etapa más difícil de su vida, encontrándose solo, sin trabajo y completamente deprimido. En 1948, Goscinny encontró trabajo en un pequeño estudio, colaborando con Harvey Kurtzman, Bill Elder y Jack Davis, es decir el equipo que en 1952 fundaría la revista MAD. En seguida pasó a ser director artístico en Kunen Publishers, donde escribió cuatro libros infantiles. En 1949 conoció a Maurice de Bévère (alias Morris), el dibujante y autor de la serie de historietas Lucky Luke, con quien trabajaría seis años más tarde. En 1950, Goscinny dibujó Dick Dicks, su primera historieta, sobre un detective en una Nueva York casi desierta. Goscinny no era bueno para dibujar automóviles, por lo que los personajes de Dick Dicks tenían que correr para trasladarse rápidamente.

### Regreso a París
Ese mismo año se encontró en Bruselas a Jean-Michel Charlier, de la agencia de noticias World Press (Prensa mundial). Charlier lo convenció para volver a Francia, y fue así como Goscinny comenzó a trabajar para la agencia en Europa, en su base de Bruselas; y fue contratado por Georges Troisfontaines, el director de la agencia. Su primer trabajo consistió en examinar las ilustraciones de Albert Uderzo, marcando el inicio de una notable y larga historia de cooperación artística. Goscinny ofreció la historieta Dick Dicks a International Presse, y el detective apareció en el suplemento juvenil La Wallonie, en Bélgica.
En 1952, Goscinny se mudó nuevamente a París para dirigir la agencia local de International Press - World Press. Allí, Goscinny se reunió nuevamente con Albert Uderzo, y produjeron sus primeros trabajos juntos, incluyendo la primera versión de Oumpah-Pah. Además, trabajaron para Bonnes Soirées, una revista femenina para la que Goscinny escribió una columna firmando con el pseudónimo de Liliane d'Orsay; y escribió también el guion de Sylvie, ilustrada por Martial. Un año después, Goscinny participó en el lanzamiento de TV Family, revista semanal neoyorquina, financiada por Dupuis y World Press. Junto con Uderzo, elaboró la primera versión de la historieta Jehan Pistolet.
El 25 de agosto de 1955, apareció por primera vez Lucky Luke, el vaquero "más rápido que su propia sombra", en el número 906 de la publicación Spirou. Los autores eran el dibujante belga Morris para las ilustraciones, y René Goscinny en el guion; la aventura se titulaba Des rails sur la prairie (Rieles en la pradera). El episodio siguiente fue desarrollado solamente por Morris, ya que Goscinny estaba de viaje, pero a partir del tercero, ambos produjeron más de cuarenta álbumes de Lucky Luke. En septiembre de ese año, el diario belga Le Moustique publicó la primera tira de Le petit Nicolas (el pequeño Nicolás), cuyo guion escribiera Goscinny, bajo el seudónimo de "Agostini". La tira fue dibujada por Jean-Jacques Sempé. Le Moustique publicaría veintiocho aventuras de petit Nicolas, y en 1959 el personaje emigraría a Sud-Ouest Dimanche.
Para 1956, Goscinny se desenvolvía con mayor facilidad escribiendo guiones que dibujando; y destacaba como un escritor fecundo e incansable. Para variar, escribió una historieta con realismo, en un episodio de Jerry Spring que apareció en Spirou.
En ese mismo año, Goscinny participó, junto con Albert Uderzo y Jean-Michel Charlier, entre otros, en la redacción de un manifiesto para defender los derechos de autor frente a los poderosos editores. Sin embargo, no pudieron llegar muy lejos, y Goscinny obtuvo simplemente las licencias de sus creaciones; los demás autores tuvieron el mismo destino. A continuación, conjuntamente con Jean Hébrard, el responsable de la publicidad de World Press; Goscinny, Charlier, y Uderzo fundaron la sociedad Édi-France/Édi-Presse, una agencia especializada en edición y publicación. Sin embargo, la prosperidad de los autores estaba en riesgo, pues el fallido episodio de lucha por los derechos de autor los hizo caer en desgracia con la mayoría de los empresarios del medio. Así, tuvieron que recurrir a trabajos alimenticios de todo género. El cuarteto dio vida a la revista Clarion, editada para la sociedad Fabrique-Union, y Jeannot, con el patrocinio colectivo de una compañía relojera, una chocolatera y una de plásticos. En Jeannot aparecieron las historias Bill Blanchart, y Le Cheval de Jeannot (El caballo de Jeannot).
La revista Pistolin retomó las aventuras de Jehan Pistolet, pero rebautizando al personaje como Soupolet, para evitar cualquier confusión fonética. Tanto Goscinny como Charlier llegaron a ser redactores en jefe de Pistolin. Todavía en 1956, Goscinny y Uderzo tomaron la estafeta de Christian Godard, en la elaboración de Benjamin et Benjamine. Simultáneamente, Goscinny comenzó a llenarse de proyectos paralelos. El primero de ellos, que no pasaría del número 0, fue el Suplemento Ilustrado.

### RevistaTintin
Sorprendiendo a sus colegas, Goscinny trabajó al mismo tiempo en las historietas Antoine el invencible, Max Garac, y Lucky Luke (ilustradas por Uderzo, Gill y Morris, respectivamente), además de hacer junto con Morris un episodio de Fred el sabio. En 1957, Goscinny obtuvo un puesto en la revista belga Tintin, gracias a André Fernez, el redactor en jefe de la misma. Allí su intensidad para trabajar produjo la serie Signor Spaghetti, ilustrada por Dino Attanasio, al mismo tiempo que trabajaba en historias al menudeo para varios dibujantes, entre ellos Bob de Moor, Raymond Macherot, Tíbet, Maurice Maréchal, André Franquin y François Craenhals. Junto con su viejo compañero Uderzo realizó Poussin et Poussif.
Goscinny y Uderzo retomaron ese año las aventuras de Oumpah-Pah, cuya primera versión habían bosquejado seis años antes. El personaje del título es un jefe de la ficticia tribu de indios americanos shavashava, durante los tiempos de la colonización de América del Norte por Francia e Inglaterra. Las aventuras de Oumpah-Pah y su comparsa Hubert de la Pâte Feuilletée (Hubert de la Pasta Hojaldrada), aparecen en la revista Tintin. Oumpah-Pah dejó de ser publicado en 1962; nunca tuvo un gran éxito, pero sentó las bases para la confección de los elaborados guiones de la serie futura Astérix.

### RevistaPilotey nacimiento de Astérix
En 1958, François Clauteaux le propuso a Édifrance/Édipresse el lanzamiento de una revista ilustrada dirigida al público joven. Esta propuesta cristalizó el 29 de octubre de 1959, con el primer número de la revista semanal Pilote. Esta revista se convertiría a la postre en una de las publicaciones más importantes en el medio de las historietas. Además de ser su cofundador y jefe de prensa, Goscinny se convirtió en uno de los autores más productivos de la publicación; y desarrolló su capacidad para descubrir autores talentosos pero desconocidos.

#### Astérix

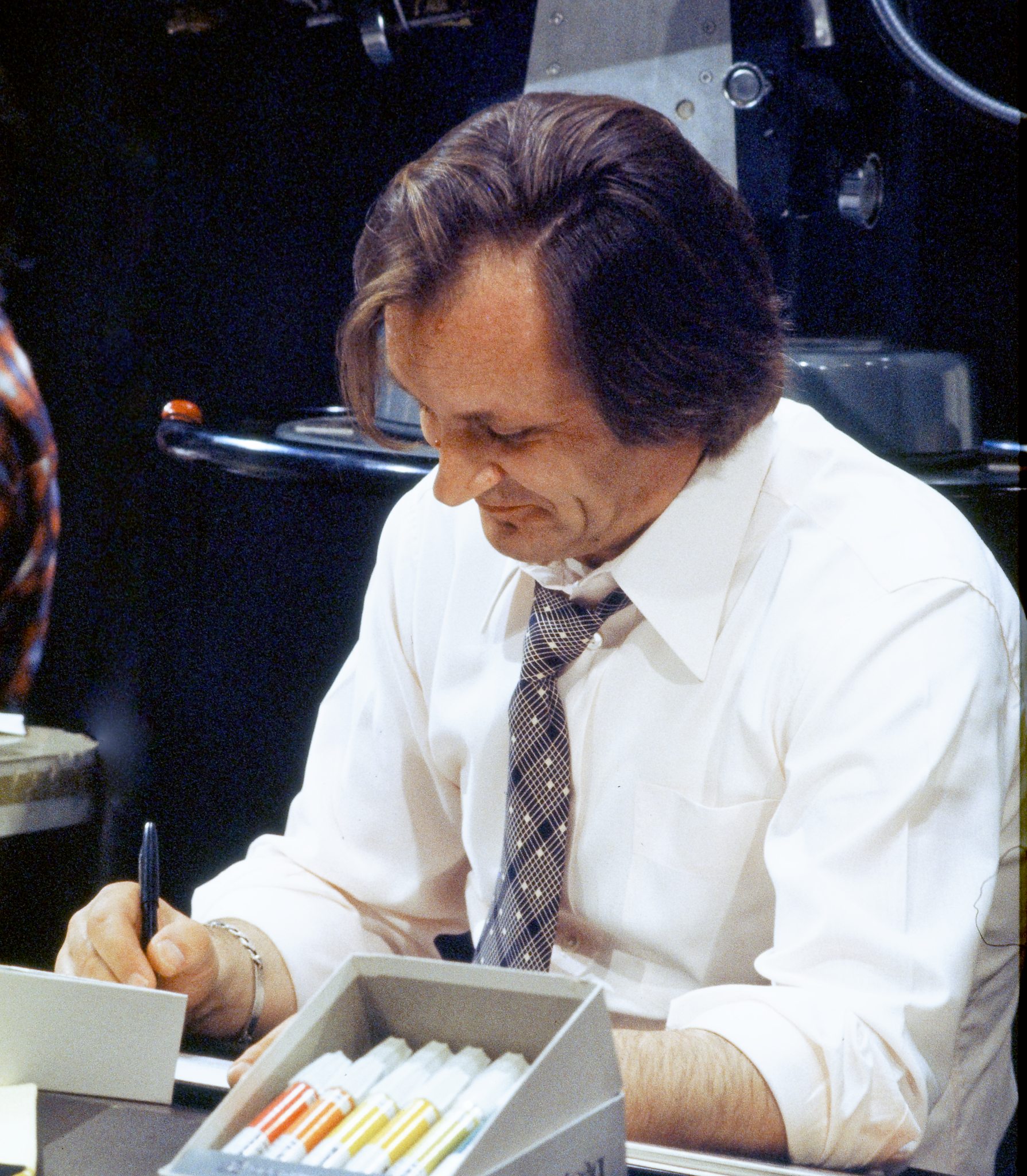
Albert Uderzo en 1973

Otro hito que marcó el primer número de Pilote fue la primera aparición de las aventuras de Astérix el Galo. Creación de Uderzo y Goscinny, Astérix se convertiría en uno de los personajes más famosos de la historieta mundial y el mayor éxito del dúo de historietistas. Las aventuras de Astérix estaban situadas en Armórica, al norte de Francia, en el año 50 a. C., y narraban las aventuras de una cincuentena de galos que se negaban a ser dominados por el Imperio romano.
Comparada con revistas infantiles, Pilote tenía historietas más imaginativas y libres, al estar orientada a un público adolescente. Gotlib ilustró para Pilote la historieta Les dingodossiers (Los expedientes chiflados), con guion de Goscinny. En Pilote, Goscinny retomó la escritura de guiones de viejos conocidos de los lectores de la revista Pistolin: El pequeño Nicolás y Jehan Soupolet. Sin embargo, la revista Pilote afrontó sus primeras dificultades financieras para 1960, lo que ocasionó que Georges Dargaud comprase la revista por un simbólico franco en diciembre de ese año. Goscinny, entonces, pasó a ser el redactor en jefe, puesto que ocuparía durante trece años. Todavía en 1960, Goscinny trabajó también para el periódico Jours de France, en colaboración con el ilustrador Coq.
Se considera que el personaje está fuertemente influenciado por la pareja protagónica de Patoruzú, el cacique Patoruzú y Upa, muy anteriores a la creación de Goscinny y conocidos por él, dada su infancia en Buenos Aires. La influencia argentina se ve reflejada inclusive en los pantalones que viste Obelix, celestes y blancos a rayas verticales como la camiseta de Racing Club, equipo de fútbol con el cual simpatizaba Goscinny.
Dargaud lanzó la revista mensual Record en 1961 y Goscinny contribuyó para la misma con el personaje Iznogoud, un gran visir inspirado en los cuentos de las mil y una noches, que quiere «ser califa en lugar del califa». Las aventuras del visir fueron ilustradas por el dibujante francés Jean Tabary. Juntos, Goscinny y Tabary crearon también a Valentin el vagabundo, unos meses más tarde. En 1962, Goscinny realizó su primera incursión en el medio cinematográfico, escribiendo el guion del primer largometraje de Tintin, llamado Tintin et le Mystère de la Toison d'or (Tintín y el misterio del vellocino de oro), película dirigida por Jean-Jacques Vierne.
En 1963, durante una travesía por el Mar del Norte, Goscinny conoció a Gilberte Polano-Millo (n. 1942, Niza), quien cuatro años después sería su esposa. Polano-Millo nunca había escuchado hablar de Goscinny, a pesar de que Goscinny era un autor de gran fama por aquel entonces. La pareja contrajo matrimonio el 26 de abril de 1967. Anne, su única hija, nació el 19 de mayo de 1968.

### Astérix se convierte en estrella mundial
Georges Dargaud había solicitado a Goscinny que encabezara el relanzamiento de Pilote, esta vez auspiciado por Éditions Dargaud. Uderzo se unió a la empresa y abrieron las puertas a una nueva generación de historietistas, entre los que se encontraban Nikita Mandryka, Fred y Mézières.
Como todo el contenido del Pilote original, Astérix también había emigrado a la editorial de Dargaud, donde en 1961 se publicó su primer libro, llamado simplemente Astérix el Galo, con seis mil ejemplares vendidos en Francia. Su segundo libro, llamado La hoz de oro, apareció al año siguiente, seguido por Astérix y los godos, en 1963. El cuarto libro, Astérix gladiador, fue publicado en 1964, con un tiraje inicial de 150 000 ejemplares, representando 25 veces más lectores que para el primer libro, un crecimiento espectacular para tres años.
Haciendo un paréntesis en la labor editorial, ese año Goscinny retomó los trabajos cinematográficos, esta vez participando en dos producciones. La primera fue el cortometraje Tous les enfants du monde (Todos los niños del mundo), donde comparte créditos de guionista con Sempé. La segunda fue el segundo largometraje de Tintín, llamado Tintin et les Oranges bleues (Tintin y las naranjas azules). Para esta, Goscinny escribió el guion conjuntamente con Hergé, Rémo Forlani y Philippe Condroyer.
Para 1965, el éxito de Astérix era espectacular. La revista Pilote se rindió a este éxito y se convirtió oficialmente en La revista de Astérix. El quinto libro del personaje, titulado La vuelta a la Galia se publicó con 300 000 ejemplares. Ese año, Uderzo y Goscinny cobraron fama internacional cuando fue lanzado al espacio el primer satélite francés, bautizado Astérix, el 26 de noviembre de 1965. El personaje apareció en la portada de L'Express el 19 de septiembre de 1966 con el artículo El fenómeno Astérix, y los autores fueron entrevistados por Paris-Match. La fama del aventurero galo estaba en su apogeo cuando el presidente de Francia Charles de Gaulle rebautizó en broma a todo su gabinete con nombres extraídos de los libros de Astérix. Por aquel entonces, los libros sobre el galo tenían tiradas de 600.000 ejemplares. El tiraje de los libros de Astérix se multiplicó en 1967, cuando en sólo dos días de marzo de ese año se vendieron 1,2 millones de copias francesas del nuevo libro llamado Astérix y los normandos y la traducción alemana superó en ventas al original.
La editora Dargaud sucumbió a la tentación de llevar las aventuras de Astérix al cine y lo hizo a espaldas de Uderzo y Goscinny, quienes en 1967 vieron cómo la primera película sobre el galo, Astérix el Galo se convertía en un éxito de taquilla en Francia, sin que ellos tuvieran participación alguna. La película fue producida por Dargaud en sociedad con los estudios Belvision. Ese año, Goscinny fue nombrado, junto con Albert Uderzo, Caballero de las Artes y las Letras.

### Hacia el cine
Los autores participaron en la creación de la segunda película de Astérix en 1970, llamada Astérix y Cleopatra, para la cual contaron con el apoyo de Pierre Tchernia. Al año siguiente fue el turno de Lucky Luke, quien apareció en un largometraje llamado Daisy Town, con un guion escrito y adaptado por Goscinny, dibujos de Morris y dirección de Tchernia.
Después del éxito de Daisy Town, Goscinny se reunió nuevamente con Tchernia para realizar juntos la comedia no animada Le Viager, de la que Goscinny escribió el guion, y Tchernia dirigió a Gérard Depardieu, Michel Serrault y Michel Galabru, entre otros actores. Con Tchernia colaboró también adaptando el guion de Les Gaspards en 1973, película protagonizada nuevamente por Michel Serrault y Gérard Depardieu. Al año siguiente, Goscinny, Albert Uderzo y Georges Dargaud crearon una compañía productora, Studios Idéfix, con sesenta empleados. Esta compañía se encargaría en lo sucesivo de todas las producciones de Astérix el galo y Lucky Luke, lanzando en 1976 su primera obra, titulada Las doce pruebas de Astérix.
La actividad en el cine sirvió para distraer a Goscinny del ambiente de Pilote. En la revista, el clima se fue deteriorando a principios de la década de 1970. Para 1972, cuando Goscinny fue nombrado director general de la revista, el ambiente estaba en su punto más tenso. Por primera vez, varios empleados abandonaron Pilote, incluyendo algunos historietistas. Para ese momento, se habían publicado ya 7 libros de Iznogud, 19 de Astérix y 26 de Lucky Luke. En 1974, Goscinny le entregó las riendas de Pilote a Guy Vidal.

### Últimos trabajos y legado
En los últimos años de su vida, Goscinny continuó trabajando en múltiples proyectos, concentrados alrededor de sus tres personajes más famosos: el galo, el vaquero y el gran visir. Entre varios proyectos, destaca la ópera Trafalgar, de cuyo libreto Goscinny fue coautor, junto con Jacques Mareuil. La ópera fue estrenada en 1975, y adaptada para televisión en 1976.
La muerte sorprendió a René Goscinny cuando era considerado el mayor historietista de Francia. Después de unas vacaciones en Jerusalén, decidió hacerse una revisión médica de rutina, en una clínica parisina en la calle de Chazelles. En el transcurso de esta revisión, murió de un paro cardíaco el 5 de noviembre de 1977.

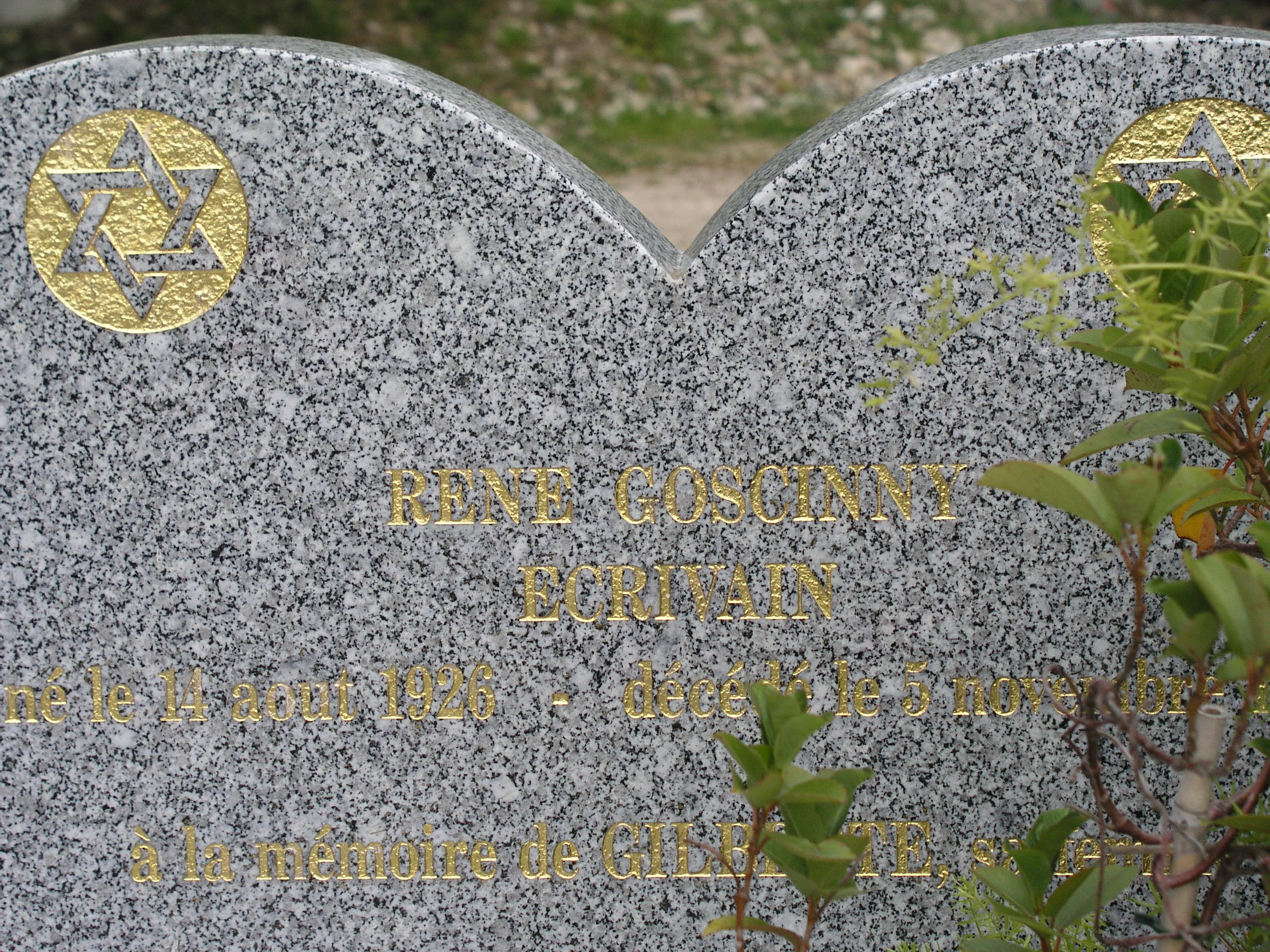
Tumba de René Goscinny en Niza.

René Goscinny dejó numerosas obras sin publicar, y los historietistas que trabajaron con él se dedicaron a completarlas para ofrecerlas al público. Eran tantas que todavía en 1998 fueron publicadas obras inéditas de Goscinny (el vigesimotercer libro de Iznogud). Entre estas obras póstumas, había episodios de Iznogud, Lucky Luke y el número 24 de Astérix: Astérix en Bélgica. A partir de 1980, Uderzo continuó produciendo Astérix. Como muestra de respeto por su memoria, los números de Astérix continúan llevando los nombres de sus dos autores, publicados por Productions Albert-René.
De manera póstuma, la Academia de cine francesa le otorgó un premio César por el conjunto de su obra cinematográfica. El primer homenaje que se le rindió fue en 1985, en la Torre Eiffel, llamado El universo de René Goscinny, seguido por eventos en diversas ciudades europeas y en Nueva York. En Francia, once escuelas y colegios llevan su nombre, y algunas ciudades francesas, incluyendo a París, tienen una calle llamada René Goscinny. Quizás el más notable homenaje fue el cambio de nombre del Liceo Francés de Varsovia, a "Liceo René Goscinny". En 1998, la palabra Goscinny fue incluida en el diccionario Larousse.
Desde 1986, se otorga anualmente el Premio René Goscinny al guionista de historietas más destacado del año. Este premio es auspiciado por Anne Goscinny en asociación con el Festival Internacional de historietas de Angulema, y es presentado durante el festival. Consiste en un trofeo, 5000 euros (el premio originalmente era de 30 000 francos) y un anuncio adhesivo en las publicaciones del autor.

## Obras principales

### Historietas

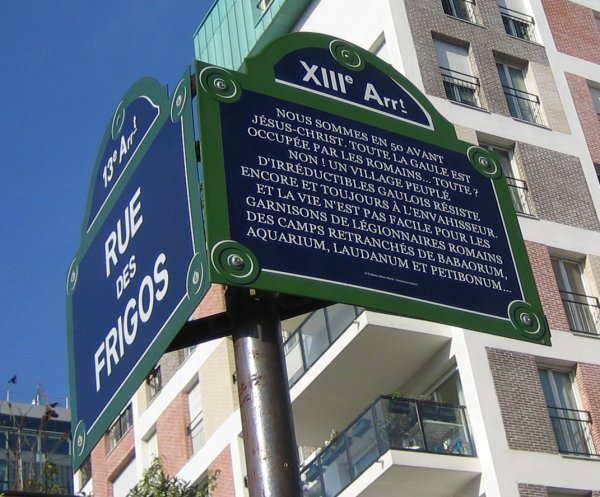
Letrero de la calle René Goscinny en París, con el texto introductorio de Astérix.

Goscinny participó en numerosas historietas, algunas de las cuales se resumen en la lista siguiente. Los casos en que la historieta continuó siendo elaborada después de que Goscinny cesara de participar en ella, se señalan con un asterisco.
| Años de publicación | Historieta         | Otros autores  | Revista o editorial                                        |
| ------------------- | ------------------ | -------------- | ---------------------------------------------------------- |
| 1951                | Dick Dicks         | Ninguno        | La Wallonie                                                |
| 1952 - 1961         | Jehan Pistolet     | Uderzo         | La libre Belgique, Pistolin (como Jehan Soupolet), Pilote  |
| 1954                | Bill Blanchart     | Uderzo         | Dargaud                                                    |
| 1955 - 1964         | El pequeño Nicolás | Sempé          | Le Moustique, Sud-Ouest Dimanche, Pistolin, Pilote, Denöel |
| 1955 - 1977 *       | Lucky Luke         | Morris         | Spirou, Dupuis, Dargaud                                    |
| 1956 *              | Signor Spaghetti   | Dino Attanasio | Tintin                                                     |
| 1956                | Monsieur Tric      | Bob de Moor    | Tintin                                                     |
| 1958 - 1962         | Oumpah-pah         | Uderzo         | Tintin                                                     |
| 1959 - 1977 *       | Astérix el Galo    | Uderzo         | Pilote, Dargaud                                            |
| 1961 - 1977 *       | Iznogud            | Jean Tabary    | Record, Dargaud, Dupuis                                    |
| 1965 - 1967 *       | Les Dingodossiers  | Gotlib         | Pilote                                                     |

### Películas
Se listan las películas donde Goscinny trabajó como guionista.
| Año  | Película                               | Personaje o tema       | Notas                                                                               |
| ---- | -------------------------------------- | ---------------------- | ----------------------------------------------------------------------------------- |
| 1962 | Tintín y el misterio del Toisón de Oro | Tintin                 |                                                                                     |
| 1964 | Todos los niños del mundo              | Corto en acción real   | Junto con Sempé                                                                     |
| 1964 | Tintín y las Naranjas Azules           | Tintin                 | No reconocido en créditos                                                           |
| 1970 | Astérix y Cleopatra                    | Astérix                | Junto con Uderzo y Pierre Tchernia                                                  |
| 1971 | Lucky Luke, el intrépido               | Lucky Luke             | Junto con Morris y Pierre Tchernia                                                  |
| 1971 | Le viager                              | Comedia en acción real | Junto con Pierre Tchernia                                                           |
| 1973 | Les Gaspards                           | Comedia en acción real | Trabajo con Pierre Tchernia                                                         |
| 1976 | Las doce pruebas de Astérix            | Astérix                | Primera producción de Studios Idéfix, y la primera película no basada en los libros |
| 1978 | Lucky Luke: La balada de los Dalton    | Lucky Luke             | Goscinny fue guionista y voz de Jolly Jumper, pero no vio el producto final         |

## Distinciones recibidas
- Premio Alphonse Allais por obra humorística, en 1966.
- Nombrado Caballero de Artes y Letras por el gobierno francés en 1967.
- Nombrado Caballero de la Orden del Mérito.
- Premio César por el conjunto de su obra cinematográfica; póstumo, en 1978.